# Grecia en los Juegos Olímpicos de Ámsterdam 1928
Grecia estuvo representada en los Juegos Olímpicos de Ámsterdam 1928 por un total de 23 deportistas que compitieron en 4 deportes.  
El portador de la bandera en la ceremonia de apertura fue el atleta Antonios Kariofillis. El equipo olímpico griego no obtuvo ninguna medalla en estos Juegos.